# 阿茲特克文字
阿茲特克文字或納瓦特爾文字是前哥倫布時期納瓦人於墨西哥中部所用的一種象形及形意的書寫系統，他們將這種文字用於歷史紀錄、宗教占卜及行政事務。西班牙征服者征服中美洲時焚毀了大部分阿茲特克手抄本，剩下來的手抄本，如曼多撒手抄本、波旁尼克手抄本及奧蘇納手抄本都是寫在鹿皮及植物纖維上的。 

## 起源
阿茲特克文字是源自薩波特克文字，而有人亦認為米斯特克文字是起源於薩波特文字。首批瓦哈卡銘文被認為是經加密的薩波特克文字，部分原因是以數字作為字尾形成了薩波特克語的特徵。

## 結構與使用
阿茲特克文字是象形和形意的原始文字，而在文字加上表聲圖畫則有增音的作用。與瑪雅文字不同，阿茲特克文字並不被視為是一種真正的文字，因為並不存在這些書寫符號的結集，亦沒有一套規則教人怎樣使用這些文字。再者，使用阿茲特克文字就有如自行創作一樣，每個人都可以為每個字賦予自己的意思。最為約定俗成的符號只是少數的植物、動物和部分人體器官、自然現象、若干文化手工藝品及日曆上首二十天的名字。而墨西哥中部不同語言的部落也使用這些意音字形。
阿茲特克文字的形意性質在表達抽象概念時特別明顯。例如在阿茲特克的文字中，「死亡」是一具葬禮中包裹着的屍體；而「夜晚」是一片黑色的天空和一隻閉上了的眼睛；至於「戰爭」則是一面盾牌和一根棍棒；「說話」則在一個說話中的人的口邊畫上渦卷形的符號。而移動和走路則以腳印表示。
阿茲特克文字的字形可用作表達一個同音或近音，但意思不同的字。這種情況在表達城市名稱時特別明顯。例如阿茲特克的首都特諾奇提特蘭會以兩個象形圖表示：石頭（te-tl）和仙人掌（nochtli）。
阿茲特克文字並沒有特定的排列方向，它們並不是以直線排列，而是以表意的形式去表達一個情景。在圖畫的底部是大地，頂部是天空，二者之間就是記述了的人與事。

## 資料來源
1. ↑  Justeson, John S. (1986). "The Origin of Writing Systems: Preclassic Mesoamerica". pp. 437-458.
2. 1 2 3  Carmack, Robert M., Gasco, Janine L., Gossen, Gary H. (2007). "The Legacy of Mesoamerica". pp. 426.
3. 1 2  Bray, Warwick (1968). "Everyday Life of The Aztecs". pp. 93-96.
4. ↑  Spinden, Herbert J. (1928). "Ancient Civilizations of Mexico and Central America". pp. 223-229.

## 延伸閱讀
- Lawrence Lo. . Ancient Scripts.   [2018-07-09]. 原始内容存档于2017-10-28.
- Nicholson, H. B. . E. P. Bensen  (编). . 1974: 1–46.
- Thouvenot, Marc. . Anne-Marie Christin  (编). . Flammarion. 2002.